# سوبر بيرد (متصفح ويب)
سوبر بيرد (بالإنجليزية: Superbird)‏ هو عبارة عن متصفح مجّاني بديل لجوجل كروم مبني على متصفح كروميوم (Chromium) مفتوح المصدر مع تركيز خاص على السرعة والاستقرار وأمن البيانات.

## المميزات
- تحديث تلقائي
- استخدام قليل للذاكرة
- آمن من تجسس برنامج بريسم
- لا يتم إرسال أي بيانات لجوجل ولا لأي طرف ثالث
- سريع وسهل الاستخدام

## وصلات خارجية
- الموقع الرسمي